# 旧庄窝站
旧庄窝站（Jiuzhuangwo Railway Station）是丰沙铁路上的一个小火车站。该站位于河北省张家口市怀来县官厅镇旧庄窝村境内，距离北京站91公里，沙城站30公里。车站等级为四等站，为上行车站，建于1954年，现由北京铁路局张家口车务段管辖。